# 1 Mord für 2
1 Mord für 2 (Originaltitel: Sleuth) ist ein US-amerikanischer Thriller aus dem Jahr 2007. Regie führte Kenneth Branagh, das Drehbuch schrieb Harold Pinter, basierend auf dem Theaterstück Revanche (Sleuth) von Anthony Shaffer aus dem Jahr 1969.

## Handlung
Milo Tindle, ein arbeitsloser Schauspieler, hat eine Affäre mit der Ehefrau des berühmten und reichen Krimiautors Andrew Wyke.
Auf Einladung des Autors treffen sie sich in dessen Haus unter vier Augen. Tindle wünscht, dass Wyke sich von seiner Frau scheiden lässt. Doch dieser schlägt ihm etwas anderes vor: Er fordert Tindle zum Schmuckdiebstahl im Wert von einer Million Pfund auf.
Nach einigem Überlegen geht Tindle auf Wykes „Spiel“, wie er es nennt, ein und befolgt seine gut vorbereiteten Anweisungen zu dem Einbruch. Plötzlich zieht Wyke eine Pistole und bedroht Tindle. Es sieht so aus, als hätte er Tindle die ganze Zeit an der Nase herumgeführt und wolle sich am Geliebten seiner Frau rächen. Nachdem Wyke zwei Schüsse in die Wand abgefeuert hat, um seiner Drohung Nachdruck zu verleihen, bettelt Tindle um sein Leben. Wyke schießt – Tindle bricht zusammen.
Einige Tage später: Ein Herr mit Lederjacke steigt aus dem Auto und klingelt an Wykes Wohnungstür. Er stellt sich als Inspektor vor, der wegen des Verschwindens eines jungen Mannes ermittele, der vor drei Tagen das letzte Mal in einem nahen Hotel gesehen worden sei: Tindle. Er erwähnt auch, von der Beziehung zwischen Wykes Ehefrau und Tindle zu wissen. Letzten Endes beschuldigt er ihn, Tindle ermordet zu haben. Wyke gerät ins Schwitzen. Dann jedoch gibt sich der Inspektor als verkleideter Tindle zu erkennen, der dem Autor einen Revanche-Streich gespielt hat. In einer Rückblende wird klar, dass die dritte Kugel in Wykes Waffe eine Platzpatrone war und Tindle nur aufgrund des Schocks ohnmächtig wurde, dass auf ihn geschossen worden war.
Tindle zwingt Wyke, den Safe zu öffnen und den Schmuck herauszuholen. Beide finden, dass der „Spielstand“ nun 1:1 betrage und abzuwarten bleibe, wer den letzten Satz gewinnt.
Es kommt zu einer (von Pinter in die Originalhandlung eingefügten) psychologisch aufgeheizten Szene im Schlafzimmer, in der sich die beiden auch körperlich näherkommen. Als Tindle den zärtlich werdenden Wyke abrupt von sich stößt und ihn auf das Übelste beschimpft, zieht Wyke seine Waffe, worauf das mörderische Spiel durch einen weiteren Schuss zu seinem Ende kommt.

## Filmmusik
Der Soundtrack stammt von Patrick Doyle.
1. The Visitor
2. The Ladder
3. You’ re Now You
4. I’m Not A Hairdresser
5. Black Arrival
6. Milo Tindle
7. I Was Lying
8. Itch Twitch
9. Rat In A Trap
10. One Set All
11. Cobblers
12. Sleuth
13. Too Much Sleuth

## Hintergrund
Das Theaterstück war bereits im Jahr 1972 von Joseph L. Mankiewicz als Mord mit kleinen Fehlern verfilmt worden. In dieser Verfilmung spielte Laurence Olivier den Schriftsteller, während Michael Caine die Rolle des Liebhabers der Ehefrau übernahm. Die Neuverfilmung nimmt darauf Bezug, indem der Schriftsteller den Schauspieler immer wieder als Friseur bezeichnet, denn in der ersten Fassung war der Schauspieler ein Friseur.
Der Film wurde in den englischen Twickenham Film Studios und in Bedfordshire gedreht. Weltpremiere hatte er bei den am 29. August eröffneten Internationalen Filmfestspielen von Venedig 2007. Kinostart in Deutschland war am 20. Dezember 2007.
Die Filmbewertungsstelle (FBW) gab dem Film das Prädikat „Besonders wertvoll“.

## Einspielergebnis
Der Film spielte laut Box Office Mojo in den USA rund 342.000 Dollar ein, im Vereinigten Königreich umgerechnet 732.000 Dollar und in Deutschland 569.000 Dollar. Insgesamt wurden in den Kinos weltweit Einnahmen von zirka 4,84 Mio. Dollar erzielt.

## Kritik

### Englischsprachige Kritiken
In den nordamerikanischen, britischen und australischen Medien wurde der Film mit weit überwiegend negativen Kritiken bedacht. Basierend auf der Auswertung von 121 Kritiken weist Rotten Tomatoes eine Zustimmungsquote von lediglich 36 Prozent aus. Als Konsens fassen die Auswerter zusammen, dass der Film statt spannend und aktionsreich einfach nur durchsichtig und unausgefeilt sei und nichts besser mache als sein Vorgänger.
Eine Minderheit der Kritiker entdeckte positive Aspekte:
Carina Chocano schrieb für die Los Angeles Times, die Wortgefechte seien so scharf, dass es ein Wunder sei, dass dabei keiner ein Auge verliere (“… the verbal sparring is so sharp it’s a wonder nobody loses an eye …”). Es sei eine große Freude zu beobachten, wie Caine und Law sich mit einer solchen Heftigkeit angreifen.
Roger Ebert schrieb in seiner Filmkritik, dass man nicht denken solle, wenn man das Theaterstück oder den früheren Film (Mord mit kleinen Fehlern) gesehen habe, man auch den neuen Film schon kenne. (“… do not make the mistake of thinking that if you’ve seen the earlier play or film, you’ve got this one covered …”)
Robert Koehler schrieb am 30. August 2007 in der Variety, dies sei ein radikal anderer „Sleuth“ und der wirke stellenweise wie eine Pinter-Selbstparodie (“this is a radically different ‘Sleuth’, one that feels at times like Pinter self-parody”). Die Darstellung von Jude Law sei nicht überzeugend, besonders in der zweiten Filmhälfte. Der Regisseur habe kein Gespür dafür, wie er die beiden Darsteller in den Räumen platzieren soll (“has no eye for how to frame two bodies in stark, empty spaces”). Koehler kritisierte außerdem den Schnitt und die Filmmusik (“Patrick Doyle’s grinding score sounds like a poor substitute for suitably minimalist composers like Michael Nyman.”).
Roderick Conway Morris schrieb am 31. August 2007 auf der Online-Kulturseite der International Herald Tribune, der Film sei ein fesselndes Erlebnis und reflektiere die enormen Veränderungen in der englischen Gesellschaft, Sprache und Moral seit der Uraufführung des Theaterstücks vor nahezu 40 Jahren.

### Deutschsprachige Kritiken
Susan Vahabzadeh schrieb in der Süddeutschen Zeitung vom 1. September 2007, dem Film gelinge die Balance zwischen dem, „was man machen möchte“ und „den Möglichkeiten, den eigenen Fähigkeiten und den Erwartungen der Leute, an die man sich wendet“. Es mache Spaß, „Caine und Law bei ihrem verbalen Pas de deux zuzuschauen und zuzuhören“. Der Film enthalte jedoch „von allem zu viel, zu viel Dekoration, ausgestellte Schauspielkunst, filmischer Zirkus“. Der Regisseur agiere „wie der typische Theatermann im Kino – so besessen von der Kamera, Blickwinkeln, Fahrten, dass der Film nie zur Ruhe kommt und einem ermöglicht, sich auf die Geschichte wirklich einzulassen“. Die Filmbewertungsstelle Wiesbaden resümiert: „Ein Genuss für Ohren, Augen und Geist, wie er selten im Kino zu sehen ist.“
Das Lexikon des internationalen Films urteilte: „Das Remake des Filmklassikers ‚Mord mit kleinen Fehlern‘ 1972 hat ähnliche inszenatorische Stärken wie das Original: brillante Darsteller, messerscharfe Dialoge und einen raffinierten Umgang mit dem auf einen einzigen Schauplatz begrenzten filmischen Raum. Obendrein gelingt es dem Film, in der Konturierung des männlichen Machtkampfs klug eigene Akzente zu setzen.“